# 핫 게임
《핫 게임》(Hotel St. Pauli)은 노르웨이에서 제작된 스벤드 웜 감독의 1988년 드라마 영화이다. 존 에지 등이 주연으로 출연하였고 스벤드 웜 등이 제작에 참여하였다.

## 출연

### 주연
- 존 에지
- 아만다 움스
- 오이빈 방 베븐

### 조연
- 요런 쾰스비
- 잉그리드 반 버겐